# هوفام لایتابرگ
هوفام لایتابرگ (به آلمانی: Hof am Leithaberge) یک منطقهٔ مسکونی در اتریش است که در ناحیه بروک آن در لیتا واقع شده‌است. هوفام لایتابرگ ۱٬۳۷۶ نفر جمعیت دارد.